# .zw

Statistiques d'allocation des adresses IP à l'espace zimbabwéen en 2012

.zw est le domaine de premier niveau national (country code top level domain : ccTLD) réservé au Zimbabwe.